# سرای طالار
سرای طالار مربوط به دوره قاجار است و در اصفهان، میدان نقش جهان، بازار بزرگ، بازار تالار واقع شده و این اثر در تاریخ ۱۰ خرداد ۱۳۸۲ با شمارهٔ ثبت ۹۰۸۹ به‌عنوان یکی از آثار ملی ایران به ثبت رسیده است.